# Hotel Prinz Heinrich

Das Hotel Prinz Heinrich stand in der Berliner Dorotheenstraße Nr. 28. Foto: vor 1898.

Das Hotel Prinz Heinrich war in der wilhelminischen Epoche und in den ersten Jahren der Weimarer Republik ein kleineres Hotel in der Dorotheenstraße 28 unweit der großen luxuriösen Herbergen Continental-Hotel und Central-Hotel sowie des damaligen Central-Bahnhofs Friedrichstraße. Das renovierte Gebäude des früheren Hotels ist Bestandteil des Presse- und Informationsamts der Bundesregierung in Berlin.

## Markthalle IV

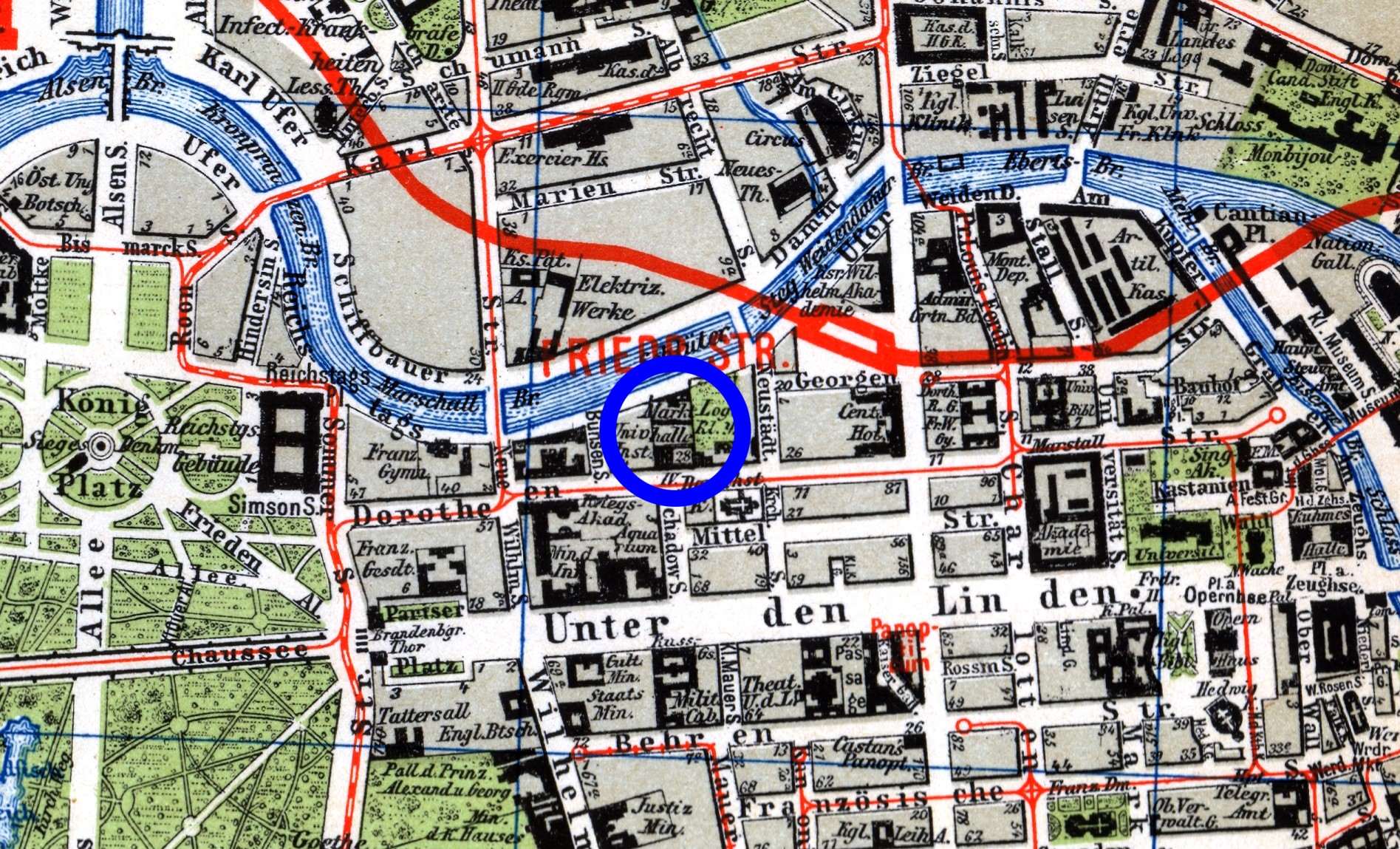
Lageplan der Markthalle IV und des Hotels Prinz Heinrich (durch den blauen Kreis markiert) mit ihrem Umfeld auf einem Stadtplan von 1896

Das Haus Dorotheenstraße 28 (spätere Nr. 22, noch spätere Nr. 82) gehörte 1884 der Preußischen Hypotheken-Versicherungs AG, 1885 dem Berliner Magistrat, der auf einem großen Gelände zwischen dem nördlich verlaufenden Reichstagufer und der südlich davon gelegenen Dorotheenstraße die Markthalle IV erbauen ließ.
Von der Dorotheenstraße aus bestand ein Zugang zur Markthalle IV durch einen großen Torbogen im Erdgeschoss des Hauses Dorotheenstraße 29. Die Markthalle füllte den gesamten Hinterhofbereich dieses Hauses und der benachbarten Häuser bis hinüber zu den Häusern am Reichstagufer aus.

## Hotel Prinz Heinrich
1887 ließ der Eisenbahn-Bauunternehmer Damm auf dem Grundstück Dorotheenstraße 28, direkt neben dem Eingang zu der Markthalle IV einen Neubau errichten, wobei möglicherweise ältere Seitengebäude miteinbezogen wurden. Der Stil des verputzten Mauerwerkbaus ist dem Neobarock und der Neorenaissance zuzuordnen. Obwohl der Standort neben der insbesondere morgens recht lauten Markthalle nicht ganz unproblematisch war, nahm in dem neuen Gebäude 1888 das Hotel Prinz Heinrich seinen Betrieb auf. Der Name des Hotels verweist auf Heinrich von Preußen, den berühmten Bruder König Friedrichs II. Erster Inhaber des Hotels war Adolf Pohl.

Anzeige des Hotels im Eröffnungsjahr 1888

In seiner Eröffnungswerbung pries sich das Hotel Prinz Heinrich selbst als „Hotel I. Ranges“ und hob seine „hochelegante Einrichtung“ hervor. Als weitere Pluspunkte strich die Eigenwerbung die günstigen Zimmerpreise, die im Hause befindlichen Bäder (zur damaligen Zeit noch nicht selbstverständlich), den Telefonanschluss sowie das angeschlossene Restaurant heraus, in dem die Gäste „zu jeder Tageszeit“ à la carte speisen konnten. Außerdem wurde die Nähe zum damaligen Central-Bahnhof Friedrichstraße und zur Berliner Prachtstraße Unter den Linden besonders erwähnt.
Das Hotel Prinz Heinrich profitierte von den zahlreichen Besuchern der deutschen Reichshauptstadt, die ein Quartier im zentralen Bahnhofsviertel benötigten und bot gegenüber den großen Luxushotels eine preisgünstigere Alternative. Im Bahnhofsviertel konkurrierten zahlreiche Hotels um die Gunst der Reisenden, darunter in der Dorotheenstraße (um 1920) die Hotels Prinz Wilhelm (Nr. 14), Europäischer Hof (Nr. 17), Sach (Nr. 65), Prinz Friedrich Carl (Nr. 66–67), Stadt Berlin (Nr. 70), Genfer Hof (Nr. 74), Prinzenhof (Nr. 75).

## Das Berliner Postscheckamt
1913 wurde die Markthalle IV geschlossen und das Gelände für den Bau des Berliner Postscheckamtes genutzt.
1922 waren die Krosta’schen Erben Eigentümer des Hauses Dorotheenstraße 22 (alt: Nr. 28). In dem Gebäude wohnte der Hotelbesitzer J. Stützer. 1924 wurde der Betrieb des Hotels Prinz Heinrich eingestellt und das Gebäude des Hotels von seinen Eigentümern an die Reichspost verkauft, die das Haus für die Erweiterung des benachbarten Postscheckamtes nutzte. Zwischen beiden Gebäuden wurde eine innere Verbindung hergestellt. Das Gebäude des ehemaligen Hotels Prinz Heinrich überstand in dieser Form relativ unbeschädigt die Zerstörungen des Zweiten Weltkrieges.

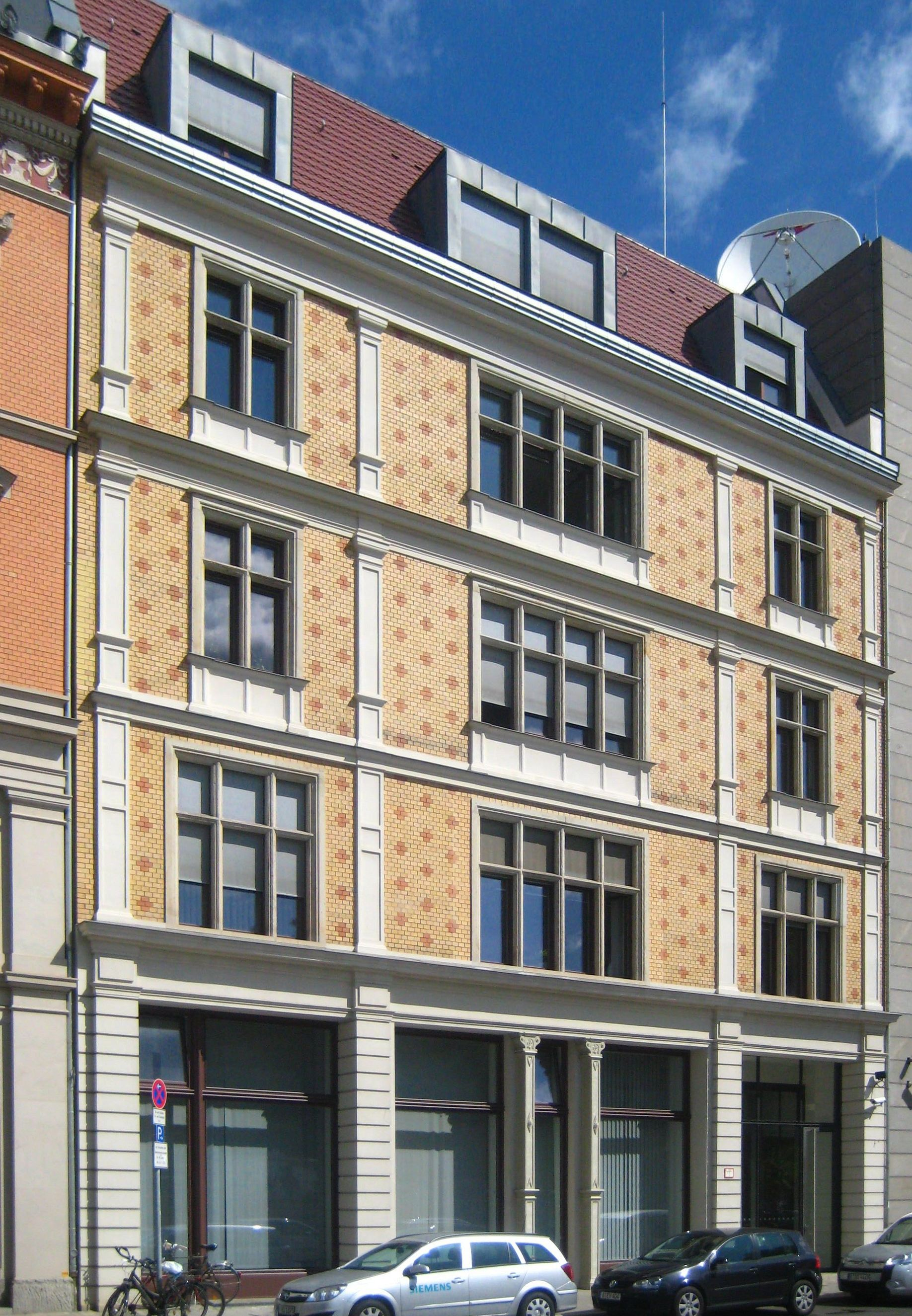
Das Gebäude des ehemaligen Hotels ist Teil des Presse- und Informationsamts der Bundesregierung in Berlin.

## Nutzung des Standorts
Nach dem Auszug des Postscheckamtes im Jahr 1993 begannen Renovierungsarbeiten an diesem Amts- und dem Hotelgebäude. Der sanierte Baukomplex ist in das 1997 in Betrieb genommene Presse- und Informationsamt der Bundesregierung integriert. Das Gebäude steht unter Denkmalschutz.